# Trijnie Repová
Trijntje „Trijnie“ Repová (* 4. prosince 1950 Oostzaan), provdaná Roozendaalová, je bývalá nizozemská rychlobruslařka.
Na mezinárodní scéně se poprvé představila v roce 1971, kdy startovala na Mistrovství Evropy a světových šampionátech ve víceboji i ve sprintu. Zúčastnila se Zimních olympijských her 1972 (500 m – 20. místo, 1000 m – 24. místo). Největších úspěchů dosáhla v následující sezóně 1972/1973, kdy nejprve byla šestá na sprinterském světovém šampionátu, následně získala stříbro na Mistrovství Evropy a posléze i bronz na MS ve víceboji. Poslední závody absolvovala v roce 1974, kdy ukončila sportovní kariéru. V roce 1981 se zúčastnila nizozemského šampionátu.